# Hesydrus habilis
Hesydrus habilis là một loài nhện trong họ Trechaleidae.
Loài này thuộc chi Hesydrus. Hesydrus habilis được Octavius Pickard-Cambridge miêu tả năm 1896.